# Bojana Radulović
Bojana Radulović, (cyr. Бојана Радуловић; ur. 3 stycznia 1984 we Vršacu) – serbska siatkarka, grająca na pozycji rozgrywającej. Od sezonu 2015/2016 występuje w drużynie Salihli Belediyespor Manisa.

## Sukcesy klubowe
- Superpuchar Włoch: 2003
- Puchar Włoch: 2004
- Mistrzostwo Serbii: 2012
- Puchar Serbii: 2012
- Brązowy medal mistrzostw polski: 2014